# Leirides
Leirides (лат.) — подрод жуков-тускляков из семейства жужелиц и подсемейства харпалин (Harpalinae). Европа (Италия, Словения, Франция, Швейцария).

## Описание
Для подрода характерны следующие признаки: одна надглазничная щетинку (уникальное состояние признака, так как почти у всех других полусотни подродов Amara там две щетинки), у самок две, а у и самцов четыре анальных щетинок, две щетинки на средних бёдрах, две щетинки на задних бёдрах, отсутствуют волоски на простернальном межкоксальном отростке, есть передние и базальные латеральные волоски на переднеспинке, простые медиальные шпоры передних голеней.

## Виды
К этому подроду относятся 4 вида:
- Amara alpestris A. Villa & G.B. Villa, 1833
- Amara cardui Dejean, 1831
- Amara nobilis (Duftschmid, 1812)
- Amara spectabilis (Schaum, 1858)